# 阿马托·法拉利
阿马托·法拉利（義大利語：Amato Ferrari，1966年4月18日—）是一名意大利的赛车运动管理者及前赛车手。他曾参加过意大利和英国的一些赛车比赛；并于1994年退役。退役之后他一直参与赛车运动，2002年，他成立了以自己名字命名的赛车队AF车队，将车队总部定在意大利艾米利亚-罗马涅大区皮亚琴察省的皮亚琴察；他本人担任车队领队。虽然姓氏为法拉利，但他与经营著名跑车品牌法拉利的法拉利家族并无关系，不过他的AF车队自2006年起参与运营着法拉利的房车赛的项目，并在2023年赛季起以“法拉利AF Corse车队”之名参加世界耐力锦标赛的Hypercar组别比赛。